# Blitz Wolf
Blitz Wolf é um curta-metragem de animação estadunidense de 1942, produzido e distribuído pela Metro-Goldwyn-Mayer. É uma paródia dos Três Porquinhos contada na perspectiva da Segunda Guerra Mundial. O filme foi dirigido por Tex Avery em seu primeiro desenho animado para a MGM e produzido por Fred Quimby. 

## Elenco
- Bill Thompson como Adolf Wolf (sem créditos)
- Pinto Colvig como Sgt. Pork (sem créditos)
- Frank Graham como narrador (sem créditos)
- Sara Berner como os porquinhos (sem créditos)
- Leone Le Doux (sem créditos)

## Prêmios e indicações
Foi indicado ao Oscar de melhor curta-metragem de animação, mas perdeu para A Face do Fuehrer, outra paródia anti-nazista da Segunda Guerra Mundial com o Pato Donald.

## Análise
Dos 15 curtas-metragens lançados pelo estúdio Metro-Goldwyn-Mayer em 1942, este foi o único a ter a Segunda Guerra Mundial como tema. Além de ter como alvo Adolf Hitler, o filme inclui referências ao sentimento anti-japonês nos Estados Unidos.
Segundo Chuck Jones, Tex Avery foi criticado por um produtor da MGM por ser excessivamente duro em sua representação de Hitler. O produtor lembrou Avery que o vencedor da guerra ainda estava para ser definido.
Esse cartoon raramente foi exibido nos Estados Unidos desde a Segunda Guerra Mundial. No entanto, foi mostrado na CNN, TNT e Cartoon Network com a palavra "Japs" retocada no símbolo "Não são permitidos japoneses" (que existia na versão original). A cena envolvendo um míssil atingindo a cidade de Tóquio foi cortada nesta versão editada.